# Sepvret

Sepvret este o comună în departamentul Deux-Sèvres, Franța. În 2009 avea o populație de 577 de locuitori.